# Рыботень
Рыботень (укр. Риботень) — село в Чернетчинской сельской общине Ахтырского района Сумской области Украины.
Код КОАТУУ — 5920389206. Население по переписи 2001 года составляет 92 человека.

## Географическое положение
Село Рыботень находится на правом берегу реки Ворскла,
выше по течению на расстоянии в 2 км расположено село Чернетчина,
ниже по течению на расстоянии в 3 км расположено село Журавное,
на противоположном берегу — сёла Буймеровка и Михайленково.
Река в этом месте извилистая, образует лиманы, старицы и заболоченные озёра.
К селу примыкает лесной массив (дуб).

## История
- На околице села Рыботень обнаружено неолитическое поселение.
- Село основано в конце XVIII века.